# نبرد ترموپیل (۱۹۱ پیش از میلاد)

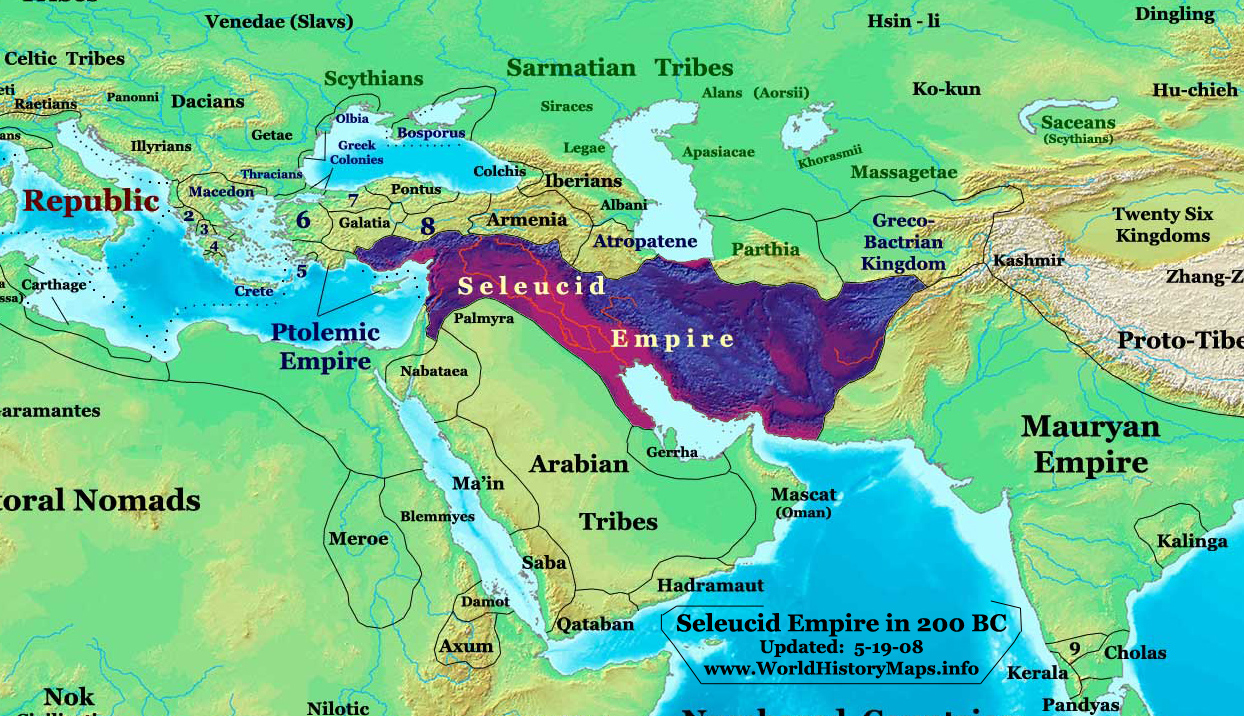
نقشه ای از امپراتوری سلوکی

در آغاز جنگ در سال ۱۹۲ پیش از میلاد ، آنتیوخوس سوم با نیروی کمی از آسیای کوچک عبور کرد و انتظار داشت که کشورهای مختلف منطقه از او به عنوان یک یونانی در مقاومت در برابر هژمونی روم حمایت کنند. با این حال، تنها اتحادیه ایتالویان به نیروهای آنتیوخوس پیوست. ایالات دیگر یا بی‌طرف ماندند یا در کنار رومیان بودند. آنتیوخوس موفق به تصرف برخی شهرهای یونان شد، اما نتوانست تا سال ۱۹۱ پیش از میلاد نیروهایی را از آسیا جمع کند، تا این که یک ارتش بزرگ رومی تحت فرماندهی کنسول مانیوس آسیلیوس گلابریو از ایتالیا عبور کرد و در آنجا مستقر شد.
آنتیوخوس با دانستن اینکه با نسبت ۲ به ۱ ارتش روم نسبت به ارتش سلوکی عملاً رومی‌ها پیروز جنگ هستند، سعی داشت از گذرگاه باریک در ترموپیل به نفع خود استفاده کند و از موضع پیشین دولت-شهرهای یونان در قبال ارتش بسیار بزرگ پارسیان در نبرد ترموپیل استفاده کند (۴۸۰ پیش از میلاد). با این حال، مسیری که ایرانیان در آن زمان برای حمله به یونانیان استفاده کرده بودند، بسیار مشهور بود؛ بنابراین آنتیوخوس با تلاش برای جلوگیری از عقب‌نشینی، سربازان متحد ایتولیایی خود را در تپه‌های بالای گذرگاه مستقر کرد، در حالی که بدنه اصلی ارتش سلوکی خود را در گذرگاه مستقر کرد.
در حالی که نیروهای رومی و سلوکی به بدون وقفه در گذرگاه باریک می‌جنگیدند، دو دسته رومی آماده حمله به نیروهای اتالیون از دو تپه شدند. آسیلیوس گلابریو فرماندهی این نیروها را به دو فرمانده ارشد داد: لوسیوس والریوس فلکوس و مارکوس پورسیوس کاتو، که هر دو در گذشته کنسول بودند. نیروهای فلکوس شکست خوردند، اما کاتو توانست به ایتولیایی‌ها فشار آورده و آن‌ها را شکست دهد و از پشت به اردوگاه سلوکی‌ها حمله کرد. این باعث وحشت در بین نیروهای سلوکی و فرار آن‌ها از میدان شد. منابع رومی ادعا می‌کنند که تقریباً کل ارتش ۱۰٬۰۰۰ نفری سلوکی در میدان نبرد یا طی چند روز تعقیب، کشته، اسیر یا تسلیم شدند، در حالی که رومی‌ها فقط ۲۰۰ نفر را از دست دادند.
نتیجه نبرد پیروزی روم و عقب کشیدن آنتیوخوس از یونان بود (او به افسس در آسیای کوچک بازگشت، جایی که او ارتش جدیدی را به وجود می‌آورد)، در حالی که اتالویی‌ها از صلح تحمیل شده ناراحت بودن.